# 안도촌
안도촌(安東村)은 시즈오카현의 중부 아베군에 속했던 촌이다. 현재의 시즈오카시 아오이구에 해당한다.

## 역사
- 1889년 4월 1일 - 정촌제 시행에 의해 아베군 안도촌이 성립하였다.
- 1929년 3월 1일 - 시즈오카시에 편입해, 동일 안도촌은 폐지되었다.
- 2005년 4월 1일 - 시즈오카시가 정령지정도시로 승격해, 구촌은 스루가구(일부는 아오이구)가 되었다.

## 참고문헌
- 가도카와 일본 지명 대사전 22 静岡県